# Gerbillus perpallidus
Il gerbillo pallido (Gerbillus perpallidus  Setzer, 1958) è un roditore della famiglia dei Muridi endemico dell'Egitto.

## Descrizione

### Dimensioni
Roditore di piccole dimensioni, con la lunghezza della testa e del corpo tra 95 e 117 mm, la lunghezza della coda tra 128 e 150 mm, la lunghezza del piede tra 32 e 36 mm, la lunghezza delle orecchie tra 14 e 18 mm e un peso fino a 48 g.

### Aspetto
La pelliccia è lunga e soffice. Le parti dorsali variano dal giallo-arancione al rossiccio rosato, la base dei peli è grigia, i fianchi sono più chiari, mentre le parti ventrali, parte della groppa e gli arti sono bianchi. Sono presenti una macchia bianca sopra e una sotto ogni occhio ed un'altra alla base posteriore di ogni orecchio. La coda è più lunga della testa e del corpo, è color sabbia sopra, bianca sotto e termina con un piccolo ciuffo di lunghi peli bianchi. Il cariotipo è 2n=40 FN=76.

## Biologia

### Comportamento
È una specie terricola e notturna. Costruisce tane nella sabbia bagnata lungo le sponde di laghi dove crescono piante del genere Typha.

### Riproduzione
Danno alla luce fino a 5 piccoli alla volta.

## Distribuzione e habitat
Questa specie è conosciuta soltanto nell'Egitto settentrionale ad ovest del Nilo.
Vive in diversi ambienti sabbiosi, dune costiere e uadi.

## Conservazione
La IUCN Red List, considerata la sua abbondanza e la popolazione presumibilmente numerosa , classifica G.perpallidus come specie a rischio minimo (Least Concern).